# Zygodon brevisetus
Zygodon brevisetus là một loài rêu trong họ Orthotrichaceae. Loài này được Wilson ex Mitt. mô tả khoa học đầu tiên năm 1859.